# Алдобрандини
Алдобрандѝни (на италиански: Aldobrandini) е благородническо семейство, произхождащо от Флоренция (днешна Италия), където през Средновековието членовете му заемат най-важните общински служби.
По-късно семейството се разклонява в други италиански региони, особено в Марке, и е известно преди всичко през XVI век, тъй като много негови членове имат блестящи кариери както в областта на правото, така и в църковната сфера, с кулминацията на избора на Иполито Алдобрандини за папа – папа Климент VIII.

## История

### Произход
Семейството забогатява през XIV век благодарение на международната търговия и финансовите дейности, които по това време имат във Флоренция един от най-активните райони в Европа.
Търговецът Бенчи Алдобрандини се жени за мадона Джована дели Алдобрандини, родена Алтовити (едно от една от най-древните флорентински семейства) – доста набожна жена, свикнала да прави много благотворителност, което я прави много обичана от хората. Когато тя умира, населението ѝ отдава големи почести като свята жена. На нея е кръстен площадът „Мадона Алдобрандини“ (Piazza della Madonna degli Aldobrandini) в града („мадона“ на староиталиански е „милейди“) .
От началото на XIV век семейството се разделя на няколко клона: ди Каручо, ди Нери, Белинчони, ди Липо, ди Мадона и др., които се разпръскват в Централна и Северна Италия поради лоши отношения с Медичите, заселвайки се в Марке, Рим и на други места.
Дворец на фамилията във Флоренция е Палацо Алдобрандини дел Папа.

### Папа Климент VIII
От клона Ди Нери (на свой ред произхождащ от Алдобрандини ди Мадона, понякога посочвани и с фамилията „Дел Неро“) произлиза Силвестро Алдобрандини, флорентински адвокат, управител на Фано, който е изпратен в изгнание около 1530 г. след падането на Флорентинската република. Ценен юрист, на него е възложено да реформира законите първо във Венеция, след това във Фаенца. През 1548 г. той се установява в Рим, където става секретар на папа Павел IV от сем. Карафа. Жени се за Лиза Дети и от брака се раждат  няколко деца, сред които трима кардинали: Джовани, Иполито (папа от 1592 г. с името Климент VIII) и Пиетро (на свой ред баща на бъдещия кардинал Пиетро).
Този избор за папа на член на семейството още повече повишава престижа на семейството, въпреки че папството на Климент VIII е спорно заради някои негативни прояви като осъждането на Беатриче Ченчи (може би и за да бъдат конфискувани активите на богатите Ченчи) и на Джордано Бруно.
Папата е непотист като предшествениците си и облагодетелства семейството си. Той дава длъжността на кардинал на няколко свои роднини: на племенниците си Пиетро и Чинцио Пасери, както и на Силвестро, син на племенника му. Младата Маргерита Алдобрандини се омъжва за Ранучо I Фарнезе, за да излекува отношенията между двете семейства и става херцогиня на Парма. След смъртта на папата обаче неговите потомци умират и след няколко години клонът на Алдобрандини от Рим остава без наследници.

### Съвременна епоха
Във Флоренция семейството изчезва през 1861 г. в семействата Пападополи Алдобрандини, Банкиери и Де Пеон. Особеният тип завещателно нареждане, т. нар. „фидеикомис“ на Алдобрандини, установен чрез кардинал Иполито Алдобрандини (различен от Иполито, станал папа), след изчезването на фамилията преминава в ръцете на рода Памфили, които изчезват на свой ред. По-късно към него има претенции фамилията  Боргезе (и двете фамилии са потомци на Олимпия Алдобрандини), които получават секондогенитурата, създавайки нов клон на римските Алдобрандини с Дон Камило ди Дон Франческо Алдобрандини Боргезе.
Към 2020 г. семейството се представлява от принц Камило Алдобрандини (роден през 1945 г.).

## Алдобрандини, князе на Мелдола (1597)
- Джовани Франческо, 1-ви княз на Мелдола и Сарсина
- Джорджо, 2-ри принц на Мелдола и Сарсина, 1-ви княз на Росано от 1610 г.
- Олимпия, 2-ра принцеса на Мелдола и Сарсина, 2-ра княгиня на Росано, омъжва се за Паоло Боргезе и е майка на Джовани Батиста Боргезе, 2-ри принц на Сулмона

## Боргезе-Алдобрандини, князе на Мелдола (1839)
След претенциите към фидеикомис-а, през 1839 г. Камило Боргезе променя фамилното си име на Алдобрандини, получавайки съответната титла.
- Камило (* 1816 † 1902), 1-ви княз на Мелдола, син на Франческо Боргезе, 6-и принц на Сулмона
- Джузепе (* 1865 † 1939), 2-ри княз на Мелдола
- Клементе (*1891 † 1967), 3-ти княз на Мелдола
- Камило (р. 1945), 4-ти княз на Мелдола. Предполагаем наследник е синът му, Клементе Боргезе Алдобрандини (р. 1982 г.).